# Валентиново (Куявсько-Поморське воєводство)
Валентиново (пол. Walentynowo) — село в Польщі, у гміні Домброва-Біскупія Іновроцлавського повіту Куявсько-Поморського воєводства.
Населення — 181 особа (2011).

## Демографія
Демографічна структура станом на 31 березня 2011 року:
|          | Загалом | Допрацездатний вік | Працездатний вік | Постпрацездатний вік |
| -------- | ------- | ------------------ | ---------------- | -------------------- |
| Чоловіки | 89      | 20                 | 60               | 9                    |
| Жінки    | 92      | 29                 | 48               | 15                   |
| Разом    | 181     | 49                 | 108              | 24                   |